# Coxeter-James-Preis
Der Coxeter-James-Preis (Coxeter-James Prize) ist ein Preis für Nachwuchsmathematiker, vergeben durch die Canadian Mathematical Society. Er ist nach H. S. M. Coxeter und Ralph Duncan James (1909–1979, Professor an der University of British Columbia) benannt. Der Preisträger hält einen Vortrag auf der Vollversammlung der CMS und erhält eine (jeweils unterschiedliche speziell gefertigte) Inuit-Skulptur aus Speckstein.

## Preisträger
- 1978 Robert Moody
- 1979 David W. Boyd
- 1980 Francis Clarke
- 1981 John James Millson
- 1982 John Mallet-Paret
- 1983 Man-Duen Choi
- 1984 Mark Goresky
- 1985 Paul Selick
- 1986 Edwin A. Perkins
- 1987 Jonathan Borwein
- 1988 M. Ram Murty
- 1989 Alan Dow
- 1990 Nassif Ghoussoub
- 1991 V. Kumar Murty
- 1992 John Jardine
- 1993 Jacques Hurtubise
- 1994 Mark Spivakovsky
- 1995 Gordon Slade
- 1996 Nigel Higson
- 1997 Michael Ward
- 1998 Henri Darmon
- 1999 Maciej Zworski
- 2000 Damien Roy
- 2001 Kai Behrend
- 2002 Lisa Jeffrey
- 2003 Jingyi Chen
- 2004 Izabella Laba
- 2005 Robert McCann
- 2006 Jim Geelen
- 2007 Vinayak Vatsal
- 2008 Ravi Vakil
- 2009 Patrick Brosnan
- 2010 Bálint Virág
- 2011 Iosif Polterovich
- 2012 Gregory Smith
- 2013 Balázs Szegedy
- 2014 Marco Gualtieri
- 2015 Dong Li
- 2016 Louigi Addario-Berry
- 2017 Sabin Cautis
- 2018 Maksym Radziwill
- 2019 Jacob Tsimerman
- 2020 Jacopo De Simoi
- 2021 Luke Postle
- 2022 Fabio Pusateri
- 2023 Robert Haslhofer
- 2024 Michael Groechenig
- 2025 Chris Kapulkin[1]